# Établissement de bains Pommer
L'établissement de bains Pommer est un ancien bain public de la ville d'Avignon, dans le Vaucluse. Il porte le nom d'Auguste Pommer, le maître d'oeuvre de la construction. C'est devenu un musée de la ville d'Avignon en juin 2025.

## Histoire
Créé en 1891, l'établissement des bains Pommer est désaffecté depuis 1972.
L'établissement est classé au titre des monuments historiques depuis le 31 mars 1992. Un projet de rachat du bâtiment par la municipalité d'Avignon a été étudié par le conseil municipal en avril 2017. Depuis le 20 juin 2025, c'est un musée de la ville d'Avignon (entrée gratuite, comme tous les musées municipaux de cette ville).

## Descriptif
En plus des bains, sur une surface de plus de 500 m², l'édifice, bordé d'un jardin, comprend 12 appartements. 

## En savoir plus